# Ruta 168 (Costa Rica)
La Ruta 168, oficialmente Ruta Nacional Secundaria 168, es una ruta nacional de Costa Rica ubicada en la provincia de Puntarenas.

## Descripción
En la provincia de Puntarenas, la ruta atraviesa el cantón de Osa (el distrito de Puerto Cortés).